# 富永太郎
富永 太郎（とみなが たろう、1901年〈明治34年〉5月4日 - 1925年〈大正14年〉11月12日）は、日本の詩人、画家、翻訳家。

## 経歴
東京市本郷区湯島新花町（現：東京都文京区湯島）に、愛知県士族で鉄道省勤務の父・富永謙治(後に青梅鉄道社長)、 母・園子の長男として生まれる。母は女学校の国語教師。
誠之小学校を経て、1914年（大正3年）、東京府立第一中学校に入学。1級下に小林秀雄と正岡忠三郎がいた。1916年（大正5年）、河上徹太郎が神戸一中から編入学し、同級となる。1919年（大正8年）、153人中80番の席次で府立一中を卒業。同年、第二高等学校理科乙類（理系ドイツ語クラス）に入学。正岡忠三郎や冨倉徳次郎と同学年となる。初めは生物学志望だったが、やがてニーチェやショーペンハウアーを耽読し、文転を望むようになる。1921年（大正10年）、数学と化学で落第点を取って留年。科学への情熱を失い、授業にほとんど出席せずフランス語を習い、ボードレールに熱中。
8歳年上の人妻との恋愛問題で二高を中退し、上京して1922年（大正11年）に第一高等学校仏法科を受験するも不合格。東京外国語学校仏語科に入学するも、不眠症や頭痛が烈しく、出席日数不足で1923年（大正12年）に留年。休学して川端龍子の画塾に通う。同年11月より翌1924年（大正13年）3月までの上海への旅を経て画家として立つことを決心し、本郷の菊坂絵画研究所で修業。1924年6月、京都帝国大学に在籍する正岡忠三郎を訪ねて京都に滞在。このころ、立命館中学4年生で在籍していた（6歳下の）中原中也と知り合った。
1924年10月、喀血したため、病院での診察の結果、肺結核を宣告される。闘病生活の傍ら、同年12月、同人誌『山繭』に詩を発表。1925年（大正14年）1月、宮沢賢治（当時はほとんど無名だった）が前年刊行した処女詩集『春と修羅』を読んで感銘を受け、正岡に一読を奨める。 
同年11月12日、酸素吸入器のゴム管を｢きたない｣といって自ら取り去り逝去。享年24。墓所は多磨霊園。
弟の富永次郎は美術評論家で『富永太郎詩集』を編んだ。作曲家の富永三郎も弟。

## 作品
- 富永太郎詩集 富永次郎、1927[注釈 2]
- 富永太郎詩集 筑摩書房、1941
- 富永太郎詩集 創元社 創元選書、1949
- 定本 富永太郎詩集 中央公論社、1971
- 富永太郎詩畫集 求龍堂、1972[注釈 3]
- 富永太郎詩集 思潮社 現代詩文庫、1975

## 評伝
- 大岡昇平『富永太郎　書簡を通して見た生涯と作品』中央公論社、1974
  - 『大岡昇平集12　富永太郎　小林秀雄』岩波書店、1983
- 樋口覚『富永太郎』砂子屋書房、1986
- 樋口覚『三人の跫音　大岡昇平・富永太郎・中原中也』五柳書院「五柳叢書」、1994
- 青木健『剥製の詩学　富永太郎再見』小沢書店、1996
- 権田浩美『空の歌　中原中也と富永太郎の現代性』翰林書房、2011

## 関連人物
- 正岡忠三郎 - 阪急電鉄車掌、阪急百貨店職員。富永と忠三郎は東京府立一中で1学年ちがい（忠三郎のほうが下）であり二高では同級だった。富永は二高を退学して4年後に死ぬまで､多くの手紙を忠三郎に書き送っている[4]。
- 秋山真之
- 中原中也
- 小林秀雄
- 長谷川泰子

## ギャラリー

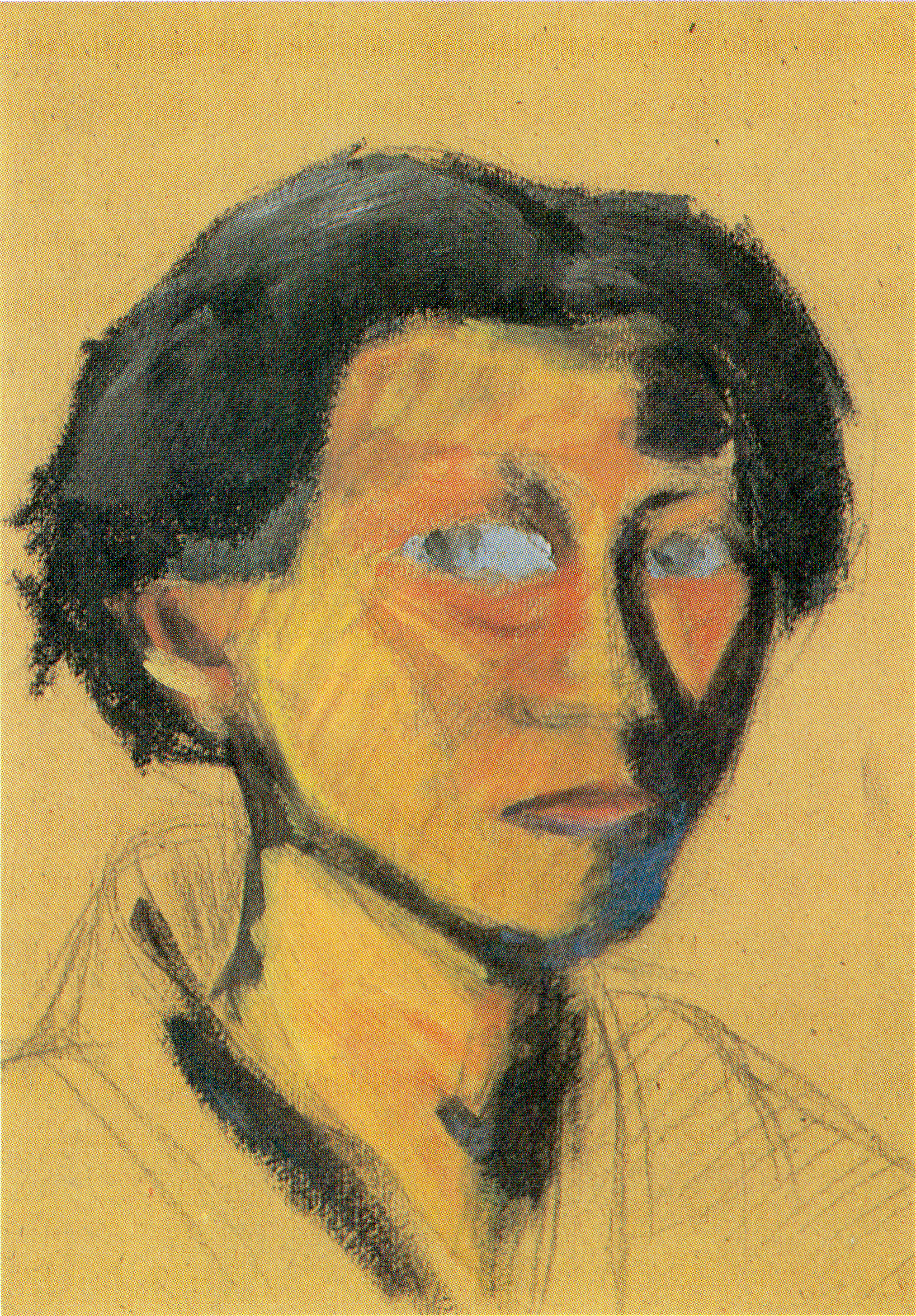
『自画像 (仮題)』(1924年)
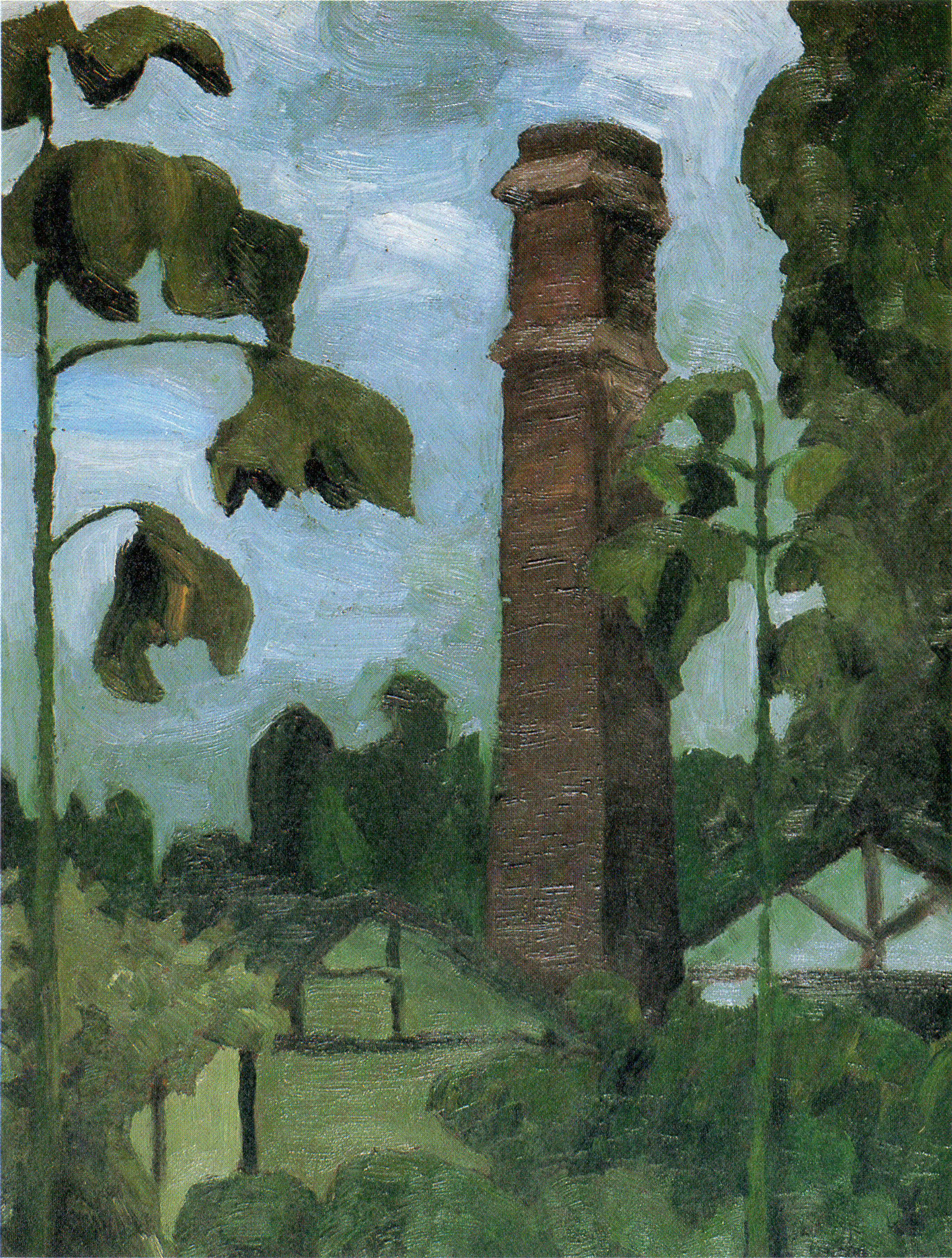
『火葬場 (仮題)』(1922年)
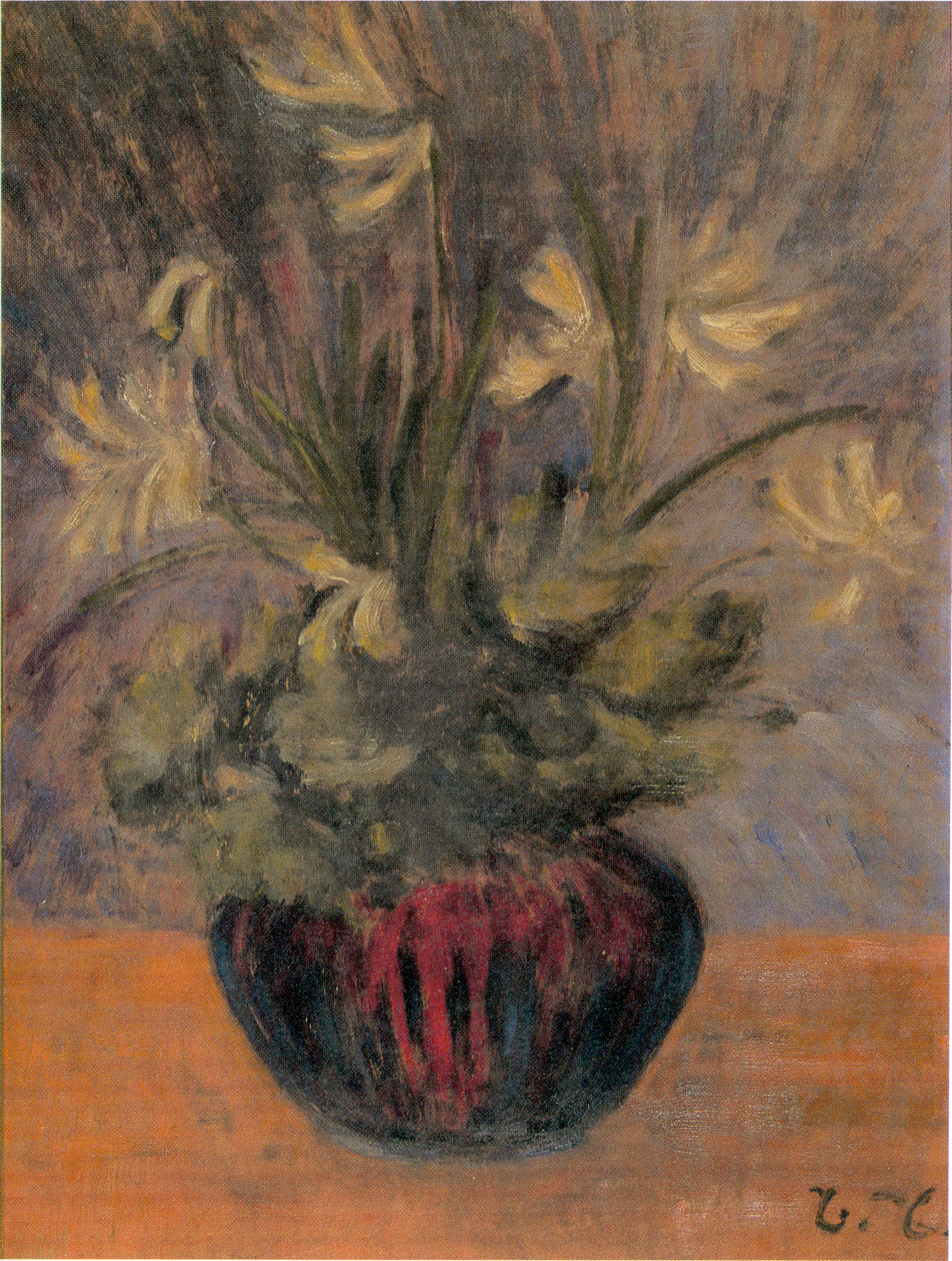
『フリージア (仮題)』(1923年)
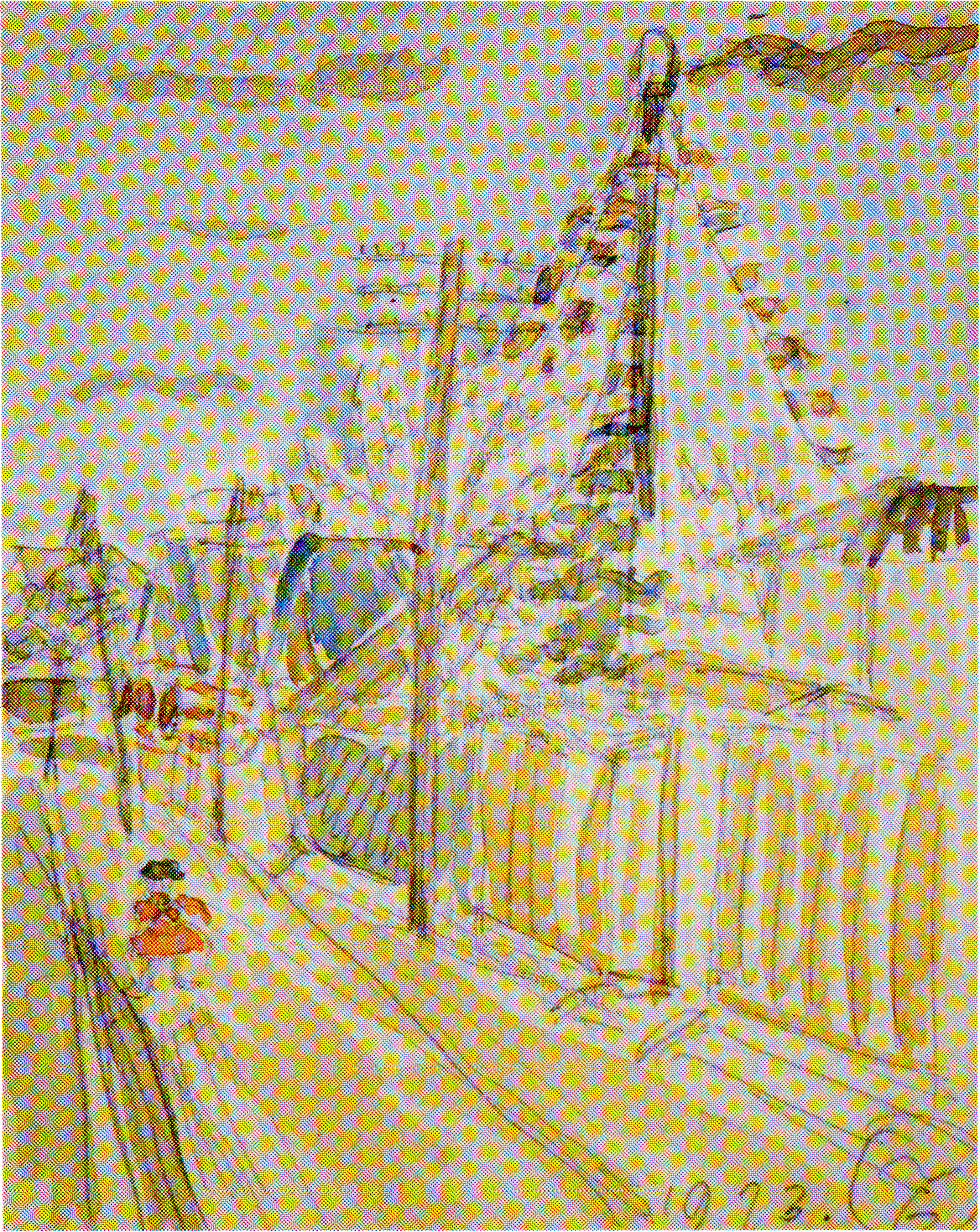
『万国旗のある風景 (仮題)』(1923年)
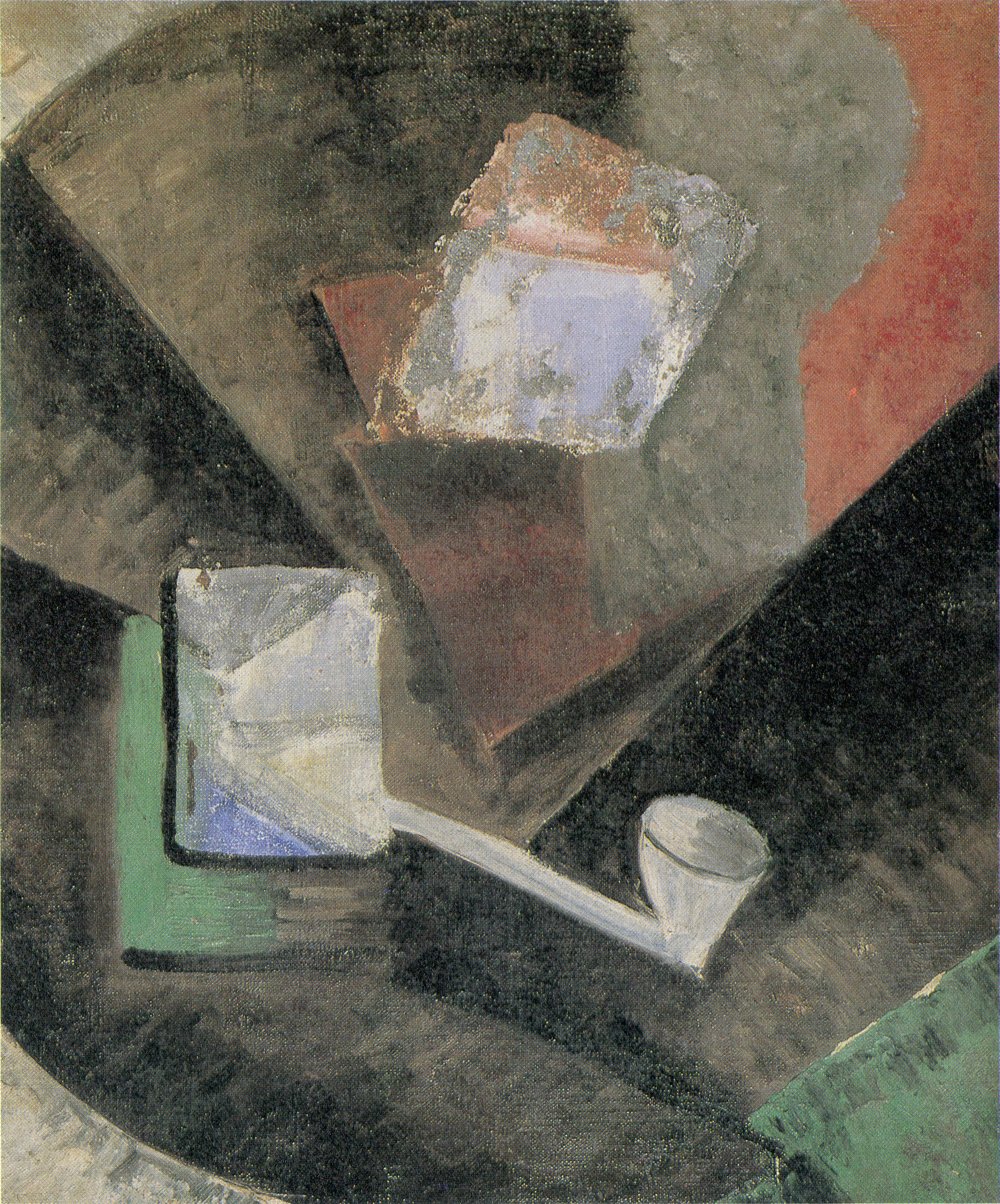
『コンポジション』(1924年)
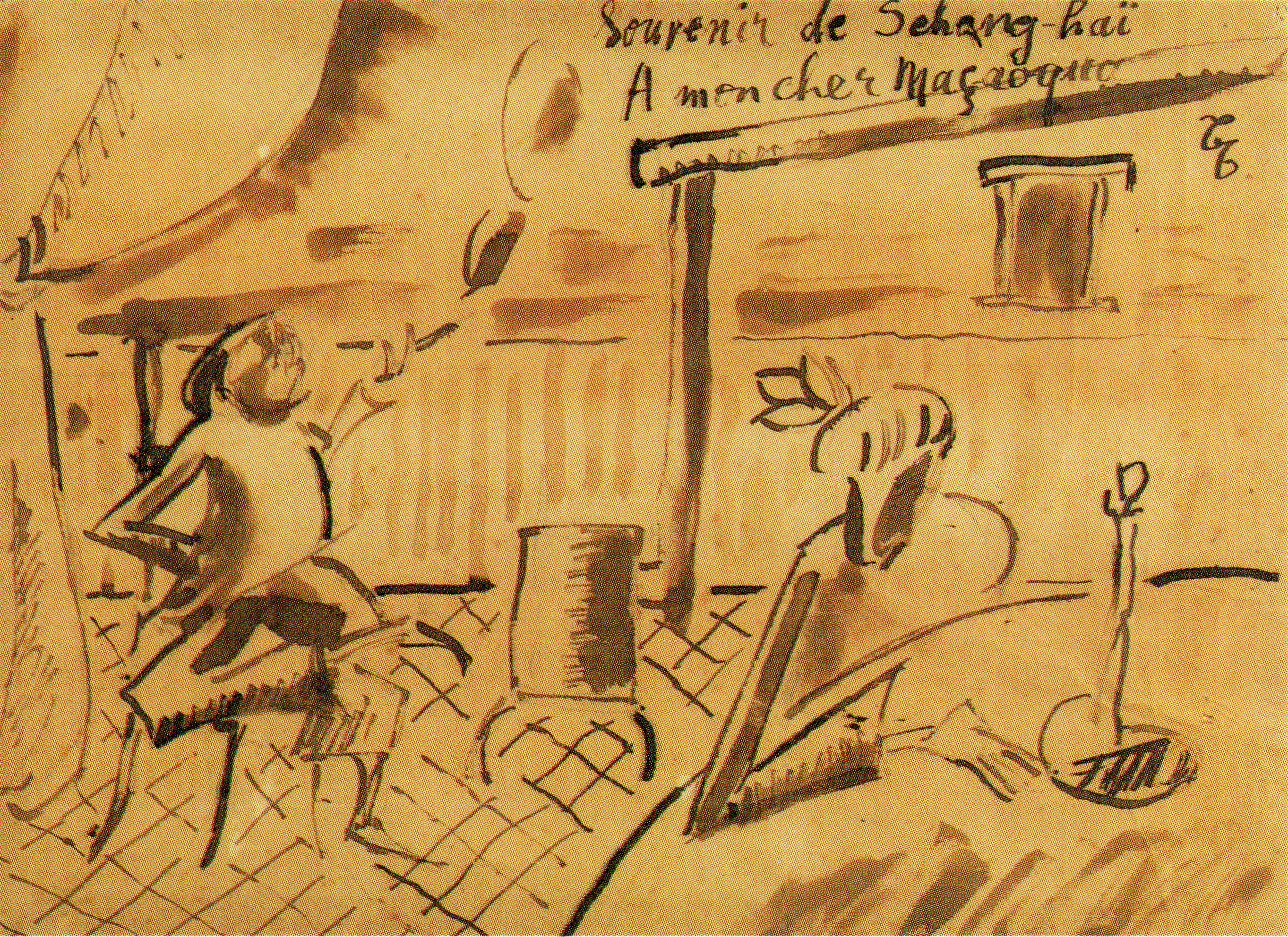
『Souvenir de Shang-haï A mon cher Maçaoqua』(1924年)
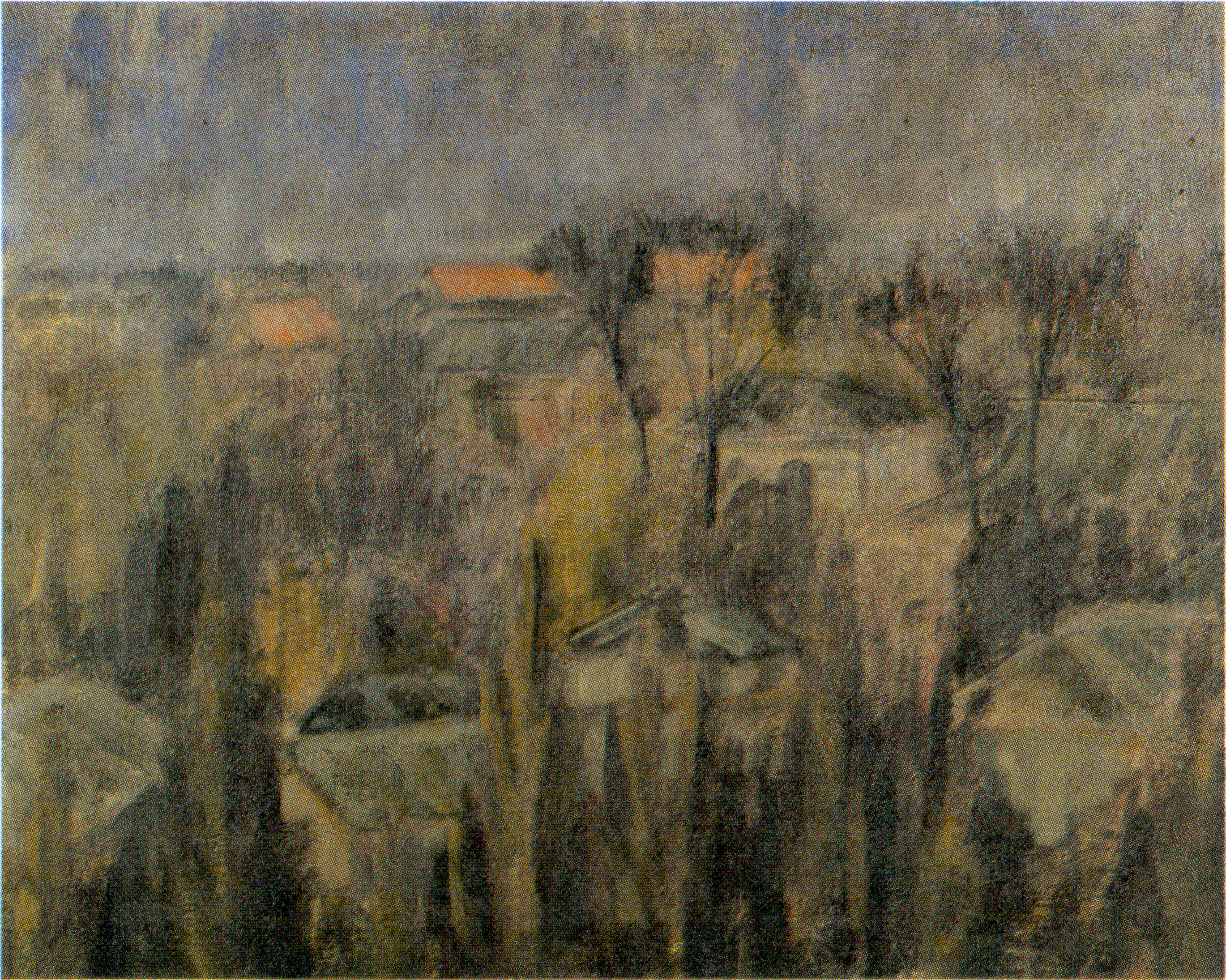
『富ヶ谷風景 (仮題)』(1924年)
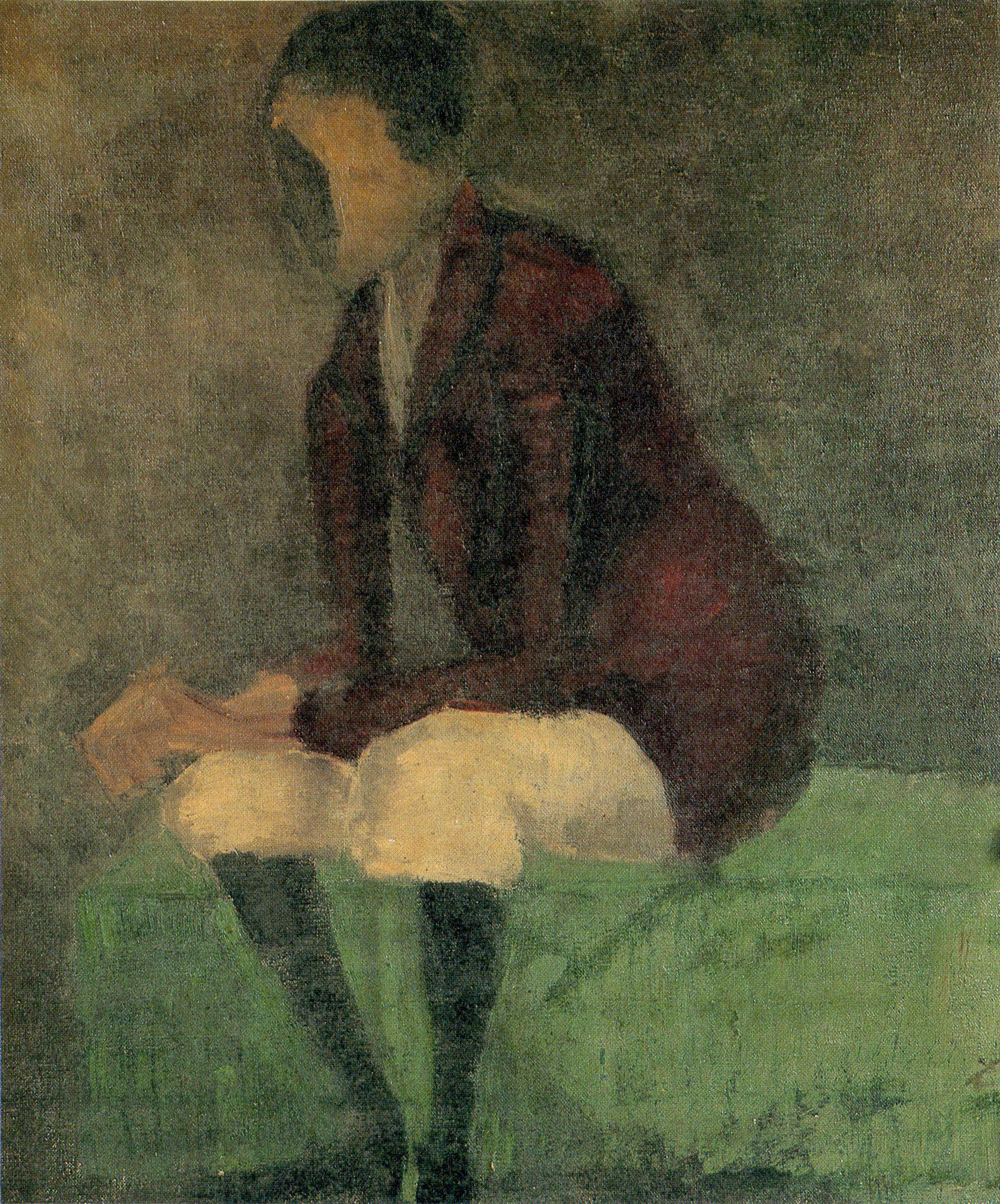
『門番さん (仮題)』